# Мепісцкаро
Мепісцкаро (груз. მეფისწყარო) — гора у західній Грузії. Найвища вершина Месхетського хребта, що входить до системи Малого Кавказу. Висота становить 2850 м над рівнем моря.

## Основні відомості
Назва гори Мепісцкаро у перекладі з грузинської означає «царське джерело». Месхетський хребет, найвищою вершиною якого є гора, складений з осадових флішевих та вулканогенних порід (туфи, андезити). Схили місцями вкрито широколистяними та темнохвойними лісами, а на висоті понад 2000 м розташовуються субальпійські та альпійські луки, що використовуються як пасовиська. Серед інших різновидів флори на схилах гори зустрічаються зокрема кущі рододендрона.
На схилах Мепісцкаро бере свій початок річка Супса, гирло якої знаходиться на узбережжі Чорного моря. В полозі гори розташоване озеро Джаджі. Мепісцкаро знаходиться на перетині трьох муніципалітетів — Чохтаурського, Адіґенського та Вані.
На думку радянського історика та лінгвіста Ігоря Дьяконова гора Мепісцкаро згадувалася царем Урарту Аргішті I під назвою Сірему-тара у зв'язку з історичними подіями, що відбувалися на північному заході Вірменського нагір'я.